# Bertrand Traoré
Bertrand Isidore Traoré (sinh ngày 6 tháng 9 năm 1995) là cầu thủ bóng đá người Burkina Faso hiện đang thi đấu cho câu lạc bộ Ajax tại Eredivisie và Đội tuyển bóng đá quốc gia Burkina Faso. Anh có thể thi đấu ở cả vị trí tiền đạo lẫn tiền vệ.
Traoré trưởng thành từ học viện đào tạo trẻ của Chelsea và có cơ hội thi đấu chuyên nghiệp đầu tiên khi được đem cho Vitesse mượn. Sau mùa giải 2015-16 thi đấu tại Premier League cho Chelsea, anh lại được đem cho mượn tại Hà Lan, lần này chơi cho Ajax. Tháng 6 năm 2017, Traoré chuyển đến Lyon ở Ligue 1 với phí chuyển nhượng 10 triệu €. Sau 3 năm ở Pháp, anh trở lại nước Anh để đầu quân cho Aston Villa.
Traoré có trận ra mắt đội tuyển quốc gia từ năm 15 tuổi và đã có ba lần tham dự Cúp bóng đá châu Phi.

## Sự nghiệp câu lạc bộ

### Chelsea
Tháng 8 năm 2010, Traoré gia nhập học viện đào tạo trẻ của Chelsea từ đội bóng Pháp Auxerre vào tháng 8 năm 2010. Ngày 31 tháng 10 năm 2013, Traoré chính thức ký hợp đồng có thời hạn 4 năm rưỡi với Chelsea.

#### Vitesse (mượn)
Ngày 2 tháng 1 năm 2014, Traoré được Chelsea cho Vitesse mượn đến hết mùa giải. Anh có bàn thắng đầu tiên cho Vitesse trong trận hòa 2-2 với Heerenveen ngày 29 tháng 3. Ngày 6 và 12 tháng 4, anh lần lượt có pha lập công trong trận hòa 1-1 với Ajax và thua  Cambuur 4–3.
Ngày 7 tháng 7 năm 2014, Vitesse xác nhận tiếp tục mượn Traoré đến hết mùa giải 2014-15 sau khi anh đã có 3 bàn/15 trận cho đội bóng Hà Lan mùa giải trước.

#### Trở lại Chelsea (2015-16)
Ngày 22 tháng 6 năm 2015, Traoré chính thức có giấy phép lao động để đủ điều kiện thi đấu tại Anh cho Chelsea. Ngày 16 tháng 9, Traoré có trận đấu đầu tiên cho Chelsea trong chiến thắng 4–0 trước Maccabi Tel Aviv tại vòng bảng UEFA Champions League.
Ngày 31 tháng 1 năm 2016, Traoré có bàn thắng đầu tiên cho Chelsea tại một giải đấu chính thức trong chiến thắng 5-1 trước Milton Keynes Dons tại Cúp FA, sau khi vào sân từ ghế dự bị thay cho Diego Costa. Hai tuần sau đó, anh có bàn thắng đầu tiên tại Premier League, trong chiến thắng với tỉ số tương tự trước Newcastle United. Ngày 21 tháng 2 năm 2016, anh ấn định chiến thắng 5-1 của Chelea trước Manchester City tại vòng 5 Cúp Liên đoàn bóng đá Anh 2015-16. Được trao cơ hội đá chính tại Giải Ngoại hạng Anh vào ngày 5 tháng 3 gặp Stoke City, Traore ghi được bàn thắng mở tỉ số trận đấu từ một cú sút xa đẹp mắt ngoài vòng cấm nhưng có nhiều lần khống chế bóng không tốt và thường bị bắt lỗi việt vị.

#### Ajax (mượn)
Ngày 12 tháng 8 năm 2016, Traoré  ký hợp đồng mới có thời hạn ba năm với Chelsea và chuyển sang Ajax theo thỏa thuận cho mượn trong mùa giải 2016-17.
Ngày 3 tháng 5 năm 2017, anh lập cú đúp trong chiến thắng 4-1 trước Lyon tại lượt đi bán kết UEFA Europa League 2016-17 để giúp đội bóng Hà Lan đặt một chân vào một trận chung kết giải châu Âu sau 21 năm.

### Lyon
Ngày 26 tháng 6 năm 2017, Traoré gia nhập đội bóng đang thi đấu tại Ligue 1 là Lyon từ Chelsea theo bản hợp đồng có thời hạn 5 năm với phí chuyển nhượng 8,8 triệu £. Chelsea sẽ được nhận 15% tổng số tiền Lyon nhượng lại Traoré trong tương lai và được quyền ưu tiên mua lại anh.
Trong ba mùa giải thi đấu cho Lyon, Traoré ra sân 126 lần và ghi được tổng cộng 33 bàn thắng.

### Aston Villa
Ngày 19 tháng 9 năm 2020, Traoré trở lại Premier League để khoác áo Aston Villa theo hợp đồng chuyển nhượng vào khoảng 17 triệu £. Ngày 24 tháng 9, anh có trận đấu đầu tiên cho Aston Villa và ngay lập tức có được bàn thắng trong chiến thắng 3-0 trước Bristol City tại đấu trường EFL Cup.
Ngày 20 tháng 12 năm 2020, Traoré có được bàn thắng đầu tiên tại Premier League sau bốn năm với pha lập công trong chiến thắng 3-0 trên sân khách trước West Bromwich Albion. Trong trận này anh còn có một đường chuyền thành bàn cho Anwar El-Ghazi. Một tuần sau đó, anh ghi bàn ngay ở phút thứ 5 trận thắng Crystal Palace 3-0 cũng tại Premier League. Trong ngày đầu năm mới 2021, anh gỡ hòa 1-1 cho Villa trong cuộc đối đầu với Manchester United nhưng đội bóng của anh đã không thể tránh khỏi thất bại.
Ngày 23 tháng 1, Traoré có bàn thắng thứ năm trong mùa giải để ấn định chiến thắng 2-0 trước Newcastle United.

## Sự nghiệp quốc tế
Traoré tham dự FIFA U-17 World Cup 2009 và Giải bóng đá vô địch U-17 châu Phi 2011, và giúp Burkina Faso đánh bại Rwanda 2–1 trong trận chung kết.
Năm 15 tuổi, Traoré có trận ra mắt đội tuyển quốc gia vào ngày 3 tháng 9 năm 2011, trong một trận giao hữu gặp Guinea Xích đạo. Anh có trận đấu đầu tiên tại vòng chung kết Cúp bóng đá châu Phi năm 2012, trở thành một trong những cầu thủ trẻ nhất làm được điều này. Anh vào sân từ băng ghế dự bị thay cho Narcisse Yaméogo trong trận thua 2-1 trướcSudan trong trận đấu cuối cùng của vòng bảng và bị loại.
Traoré ghi bàn thắng đầu tiên cho đội tuyển quốc gia vào ngày 14 tháng 8 năm 2013, bàn thắng đầu tiên trong chiến thắng 2–1 trên sân khách trước Maroc. Tại Cúp bóng đá châu Phi 2015, anh thi đấu cả ba trận, đá chính hai trận đầu tiên.
Tại Cúp bóng đá châu Phi 2017 diễn ra tại Gabon, anh chỉ có được một bàn thắng trong trận thắng Guiné-Bissau với tỉ số 2-0. Chung cuộc Burkina Faso xếp vị trí thứ 3 sau khi vượt qua Ghana với tỉ số 1-0 trong trận tranh hạng ba.

### Bàn thắng
Bàn thắng và kết quả của Burkina Faso được ghi trước.
| #   | Ngày                 | Địa điểm                                            | Đối thủ      | Bàn thắng | Kết quả      | Giải đấu                      |
| --- | -------------------- | --------------------------------------------------- | ------------ | --------- | ------------ | ----------------------------- |
| 1.  | 14 tháng 8 năm 2013  | Grand Stade de Tangier, Tangier, Maroc              | Maroc        | 1–0       | 2–1          | Giao hữu                      |
| 2.  | 10 tháng 1 năm 2015  | Sân vận động Mbombela, Nelspruit, Nam Phi           | Eswatini     | 4–1       | 5–1          | Giao hữu                      |
| 3.  | 17 tháng 11 năm 2015 | Sân vận động 4 tháng 8, Ouagadougou, Burkina Faso   | Bénin        | 2–1       | 2–1          | Vòng loại FIFA World Cup 2018 |
| 4.  | 7 tháng 1 năm 2017   | Sân vận động Marrakech, Marrakesh, Maroc            | Mali         | 2–0       | 2–1          | Giao hữu                      |
| 5.  | 22 tháng 1 năm 2017  | Sân vận động Franceville, Franceville, Gabon        | Guiné-Bissau | 2–0       | 2–0          | CAN 2017                      |
| 6.  | 10 tháng 6 năm 2017  | Sân vận động 4 tháng 8, Ouagadougou, Burkina Faso   | Angola       | 3–1       | 3–1          | Vòng loại CAN 2019            |
| 7.  | 5 tháng 9 năm 2017   | Sân vận động 4 tháng 8, Ouagadougou, Burkina Faso   | Sénégal      | 1–0       | 2–2          | Vòng loại FIFA World Cup 2018 |
| 8.  | 28 tháng 5 năm 2018  | Sân vận động Pierre Brisson, Beauvais, Pháp         | Cameroon     | 1–0       | 1–0          | Giao hữu                      |
| 9.  | 22 tháng 3 năm 2019  | Sân vận động 4 tháng 8, Ouagadougou, Burkina Faso   | Mauritanie   | 1–0       | 1–0          | Vòng loại CAN 2019            |
| 10. | 9 tháng 10 năm 2020  | Sân vận động El Abdi, El Jadida, Maroc              | CHDC Congo   | 1–0       | 3–0          | Giao hữu                      |
| 11. | 12 tháng 10 năm 2020 | Sân vận động El Abdi, El Jadida, Maroc              | Madagascar   | 1–0       | 2–1          | Giao hữu                      |
| 12. | 29 tháng 3 năm 2021  | Sân vận động 4 tháng 8, Ouagadougou, Burkina Faso   | Nam Sudan    | 1–0       | 1–0          | Vòng loại CAN 2021            |
| 13. | 23 tháng 1 năm 2022  | Sân vận động Limbe, Limbe, Cameroon                 | Gabon        | 1–0       | 1–1 (s.h.p.) | CAN 2021                      |
| 14. | 23 tháng 9 năm 2022  | Sân vận động Hoàng tử Moulay Abdellah, Rabat, Maroc | CHDC Congo   | 1–0       | 1–0          | Giao hữu                      |
| 15. | 27 tháng 9 năm 2022  | Sân vận động Père Jégo, Casablanca, Maroc           | Comoros      | 2–0       | 2–1          | Giao hữu                      |
| 16. | 17 tháng 11 năm 2023 | Sân vận động Marrakech, Marrakesh, Maroc            | Guiné-Bissau | 1–1       | 1–1          | Vòng loại FIFA World Cup 2026 |
| 17. | 21 tháng 11 năm 2023 | Sân vận động El Abdi, El Jadida, Maroc              | Ethiopia     | 2–0       | 3–0          | Vòng loại FIFA World Cup 2026 |

## Thống kê sự nghiệp
Tính đến ngày 23 tháng 1 năm 2021.
| Câu lạc bộ     | Mùa giải       | Giải quốc nội  | Giải quốc nội | Giải quốc nội | Cúp quốc gia | Cúp quốc gia | Cúp liên đoàn | Cúp liên đoàn | Cúp châu Âu | Cúp châu Âu | Khác | Khác | Tổng cộng | Tổng cộng |
| Câu lạc bộ     | Mùa giải       | Hạng đấu       | Trận          | Bàn           | Trận         | Bàn          | Trận          | Bàn           | Trận        | Bàn         | Trận | Bàn  | Trận      | Bàn       |
| -------------- | -------------- | -------------- | ------------- | ------------- | ------------ | ------------ | ------------- | ------------- | ----------- | ----------- | ---- | ---- | --------- | --------- |
| Chelsea        | 2015–16        | Premier League | 10            | 2             | 3            | 2            | 1             | 0             | 2           | 0           | 0    | 0    | 16        | 4         |
| Vitesse (mượn) | 2013–14        | Eredivisie     | 13            | 3             | 0            | 0            | —             | —             | —           | —           | 2    | 0    | 15        | 3         |
| Vitesse (mượn) | 2014–15        | Eredivisie     | 29            | 13            | 3            | 3            | —             | —             | —           | —           | 4    | 1    | 36        | 17        |
| Vitesse (mượn) | Tổng cộng      | Tổng cộng      | 42            | 16            | 3            | 3            | —             | —             | —           | —           | 6    | 1    | 51        | 20        |
| Ajax (mượn)    | 2016–17        | Eredivisie     | 24            | 9             | 0            | 0            | —             | —             | 15          | 4           | —    | —    | 38        | 13        |
| Lyon           | 2017–18        | Ligue 1        | 31            | 13            | 3            | 1            | 0             | 0             | 9           | 4           | —    | —    | 43        | 18        |
| Lyon           | 2018–19        | Ligue 1        | 33            | 7             | 4            | 1            | 2             | 2             | 8           | 1           | —    | —    | 47        | 11        |
| Lyon           | 2019–20        | Ligue 1        | 23            | 1             | 3            | 0            | 4             | 2             | 5           | 1           | —    | —    | 35        | 4         |
| Lyon           | Tổng cộng      | Tổng cộng      | 87            | 21            | 10           | 2            | 6             | 4             | 22          | 6           | 0    | 0    | 125       | 33        |
| Aston Villa    | 2020–21        | Premier League | 15            | 4             | 0            | 0            | 2             | 1             | —           | —           | —    | —    | 17        | 5         |
| Tổng sự nghiệp | Tổng sự nghiệp | Tổng sự nghiệp | 178           | 52            | 16           | 7            | 9             | 5             | 39          | 10          | 6    | 1    | 248       | 75        |

1. 1 2 3  Số trận ra sân tại UEFA Champions League
2. 1 2  Số trận ra sân tại play-offs Eredivisie (tranh suất dự cúp châu Âu)
3. ↑  Ra sân 2 trận tại UEFA Champions League, 11 trận và ghi được 4 bàn tại UEFA Europa League
4. ↑  Số trận ra sân tại UEFA Europa League

## Danh hiệu

### Câu lạc bộ
Ajax
- Á quân UEFA Europa League: 2016–17

### Quốc tế
Đội tuyển U-17 Burkina Faso
- Giải bóng đá vô địch U-17 châu Phi: 2011[39]

Đội tuyển quốc gia Burkina Faso
- Huy chương đồng Cúp bóng đá châu Phi: 2017

### Cá nhân
- Đội hình xuất sắc nhất mùa UEFA Europa League: 2016–17

## Cuộc sống cá nhân
Cha của Traoré, Feu Traoré Isaï, cũng là một cầu thủ bóng đá. Ông thi đấu cho RC Bobo và cả đội tuyển quốc gia Burkina Faso. Bertrand là con út trong gia đình bốn con. Người anh thứ hai, Alain, cũng là một cầu thủ.